# Robert O. Blood

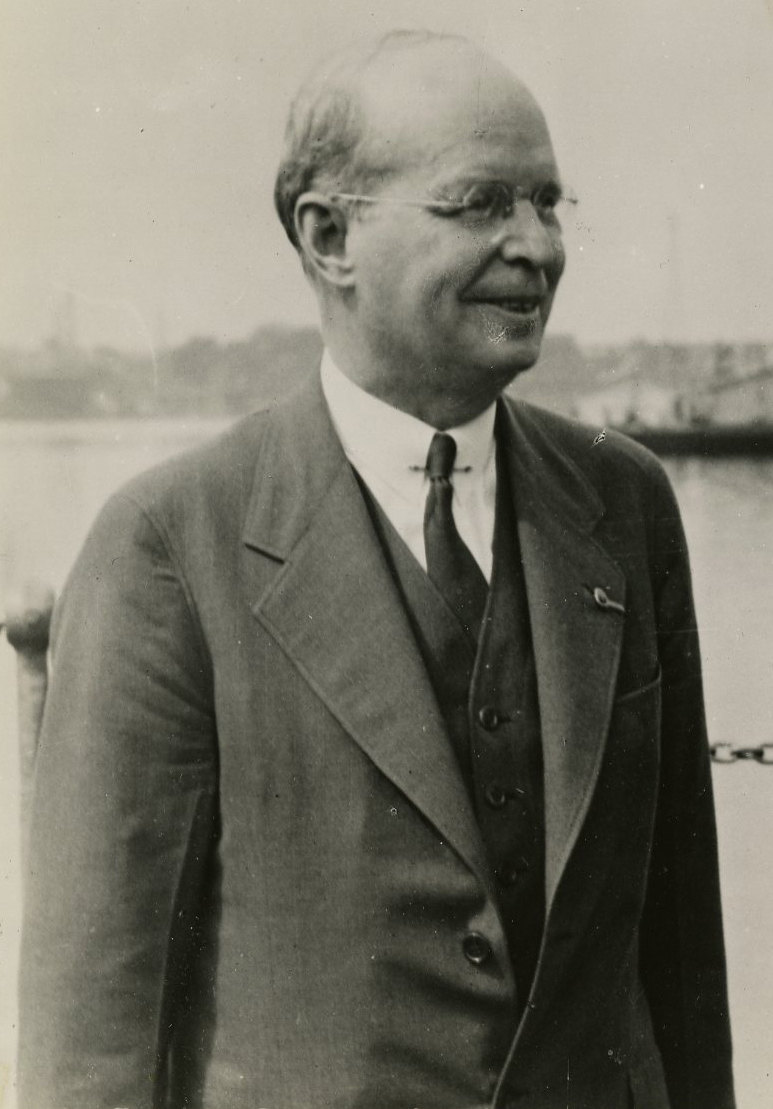
Robert O. Blood

Robert Oscar Blood (* 10. November 1887 in Enfield, Grafton County, New Hampshire; † 3. August 1975 in Concord, New Hampshire) war ein US-amerikanischer Politiker und von 1941 bis 1945 Gouverneur des Bundesstaates New Hampshire.

## Frühe Jahre und politischer Aufstieg
Robert Blood besuchte das Dartmouth College, an dem er unter anderem Medizin studierte. Danach arbeitete er ab 1915 als Arzt in Concord. Diese Tätigkeit übte er mit Unterbrechungen bis wenige Jahre vor seinem Tod aus. Während des Ersten Weltkriegs war er als Leutnant beim medizinischen Korps der Streitkräfte. Dort stieg er bis zum Ende des Krieges zum Lieutenant Colonel auf. Nach dem Krieg arbeitete er wieder als Arzt. Er wurde aber auch im Immobiliengeschäft tätig. Robert Blood war Mitglied der Republikanischen Partei. Zwischen 1935 und 1936 war er Abgeordneter im Repräsentantenhaus von New Hampshire und von 1937 bis 1940 war er Mitglied des Staatssenats. Seit 1939 war er dessen Präsident. Im Jahr 1940 wurde er zum Gouverneur seines Staates gewählt.

## Gouverneur von New Hampshire
Robert Blood trat sein neues Amt am 2. Januar 1941 an. Nach einer Wiederwahl im Jahr 1942 konnte er bis zum 4. Januar 1945 in diesem Amt bleiben. Seine Amtszeit wurde von den Ereignissen des Zweiten Weltkriegs überschattet. Dazu gehörten die Rationierung von Treibstoffen und die Gründung eines Verteidigungsrates. Außerdem mussten junge Männer gemustert und den Streitkräften zugeführt werden. Die Produktion wurde auch in New Hampshire auf den Rüstungsbedarf umgestellt. Damals wurden auch zweijährige Haushaltspläne aufgestellt. Trotz der Kriegsanstrengungen gelang es dem Gouverneur, das Haushaltsdefizit abzubauen. In seiner Amtszeit wurden auch die Stellen im öffentlichen Dienst neu eingestuft und bewertet. Ein anderes Anliegen des Gouverneurs war die Versorgung der Veteranen aus früheren Kriegen. Im Jahr 1944 bewarb sich Blood erneut für eine Wiederwahl. Dieses Mal unterlag er aber in den Vorwahlen.

## Weiterer Lebenslauf
Im Jahr 1946 bewarb sich Blood erfolglos um einen Sitz im US-Kongress. Zwischen 1944 und 1960 war er Delegierter auf den jeweiligen Republican National Conventions. Robert Blood starb im August 1975. Mit seiner Frau Pauline Sheppard hatte er drei Kinder.